# Twierdzenie Lindemanna-Weierstrassa
Twierdzenie Lindemanna-Weierstrassa – twierdzenie teorii liczb sformułowanie w 1882 roku przez Ferdinanda Lindemanna, a udowodnione w 1885 roku przez Karla Weierstrassa.

## Twierdzenie
Jeżeli {\displaystyle a_{1},a_{2},\dots ,a_{n}} są różnymi liczbami algebraicznymi, to liczby {\displaystyle e^{a_{1}},e^{a_{2}},\dots ,e^{a_{n}}} są liniowo niezależne nad ciałem {\displaystyle {\overline {\mathbb {Q} }}} liczb algebraicznych.

## Zastosowania
Twierdzenie Lindemanna-Weierstrassa pozwala stwierdzić przestępność niektórych liczb.
- Jeżeli {\displaystyle x\neq 0} jest liczbą algebraiczną, to {\displaystyle e^{x}} jest liczbą przestępną. Wystarczy w twierdzeniu Lindemanna-Weierstrassa przyjąć {\displaystyle a_{1}=0} oraz {\displaystyle a_{2}=x.} W szczególności wynika z tego przestępność liczby e.
- Jeżeli {\displaystyle x\notin \{0,1\}} jest liczbą algebraiczną, to {\displaystyle \ln {x}} jest liczbą przestępną. Gdyby {\displaystyle \ln {x}} było liczbą algebraiczną, to {\displaystyle x=e^{\ln {x}}} byłoby liczbą przestępną.
- Przyjmując {\displaystyle a_{1}=0} oraz {\displaystyle a_{2}=\pi i,} a następnie korzystając z tego, że {\displaystyle e^{\pi i}+1=0,} dowodzi się, że liczba π jest przestępna[1].